# Bert Onnes

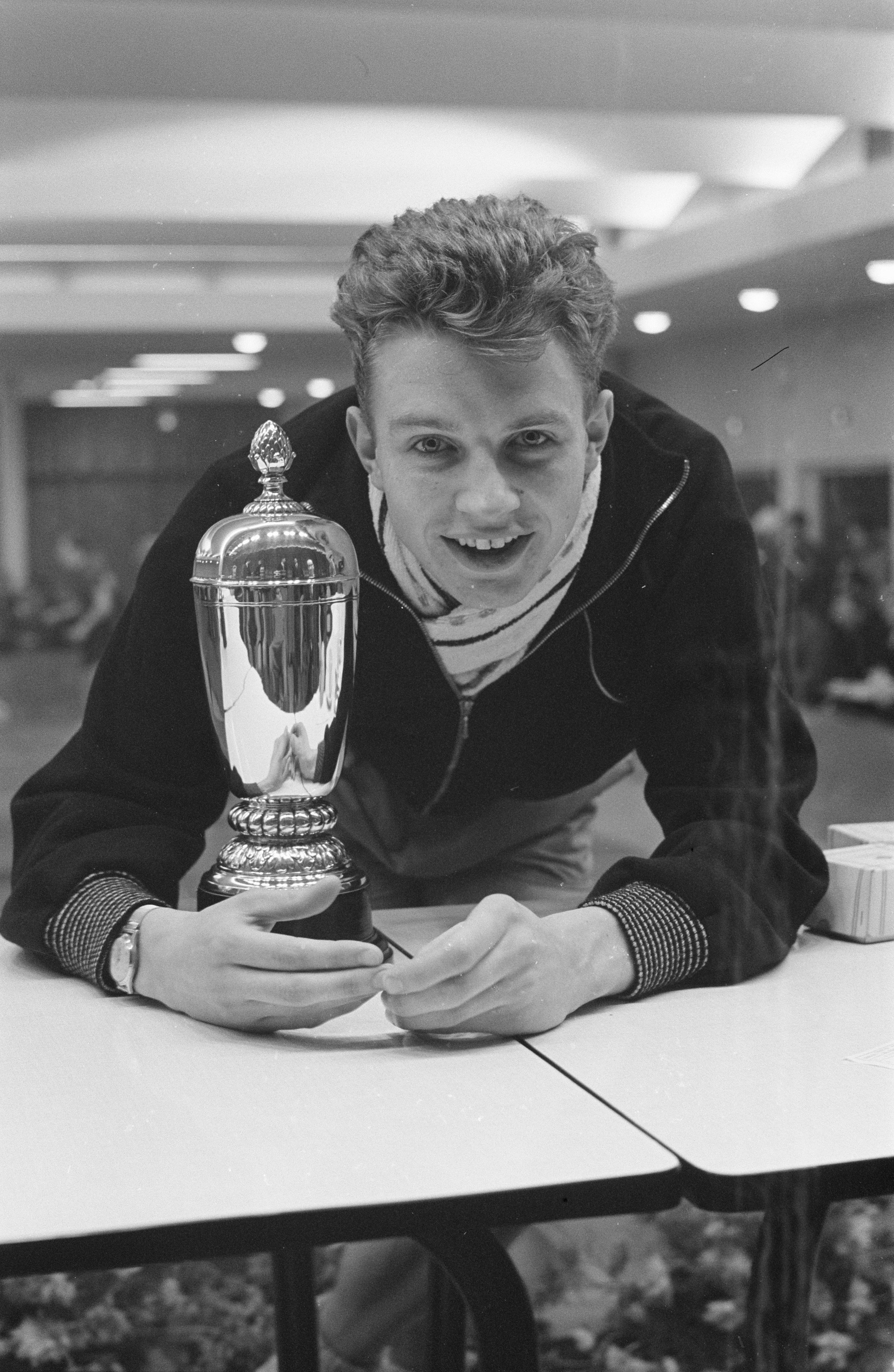
Bert Onnes 1962

Bert Onnes (* 31. Juli 1938 in Amsterdam; † 10. November 2018) war ein  niederländischer Tischtennisspieler und -trainer. In den 1950er und 1960er Jahren gewann er 24 Titel bei den niederländischen Meisterschaften, viermal nahm er an Weltmeisterschaften teil.

## Werdegang
Bert Onnes schloss sich zunächst dem Verein Sparta Amsterdam an, welcher später mit dem Verein AMVJ fusionierte und schließlich im Blauw Wit Amsterdam integriert wurde. Mit Sparta gewann er die niederländische Mannschaftsmeisterschaft. Bei den nationalen niederländischen Meisterschaften wurde er siebenmal Meister im Einzel. Insgesamt holte er 24 Titel:
- 7-mal Einzel: 1956, 1959, 1960, 1961, 1962, 1963, 1965
- 8-mal Doppel: 1956 (mit Wim Stoop), 1957 (mit Henny Grijzenhout), 1959, 1960, 1962 und 1963 (mit Frans Schoofs), 1964 und 1965 (mit Mauri Colthof)
- 9-mal Mixed: 1956, 1957, 1958 (mit Nora van Megen), 1959, 1960 (mit Agnes Simon), 1961, 1962 (mit Nellie Visscher), 1964 (mit Aukje Wynia), 1965 (mit Annemarie Wijnants)

1960 siegte er zusammen mit Agnes Simon in Berlin bei den Internationalen Deutschen Meisterschaften im Mixedwettbewerb.
Von 1955 bis 1967 wurde Bert Onnes für vier Weltmeisterschaften nominiert (1955, 1959, 1963, 1967), wo er jedoch niemals in die Nähe von Medaillenrängen gelangte.
Noch während seiner aktiven Laufbahn arbeitete er auch als Trainer, insbesondere im Jugendbereich.
1968 beendete Bert Onnes wegen einer Armverletzung seine Laufbahn als Leistungssportler. Er eröffnete eine Tischtennisschule in Amsterdam.

## Turnierergebnisse
| Verband | Veranstaltung     | Jahr | Ort       | Land | Einzel     | Doppel     | Mixed      | Team |
| ------- | ----------------- | ---- | --------- | ---- | ---------- | ---------- | ---------- | ---- |
| NED     | Weltmeisterschaft | 1967 | Stockholm | SWE  | letzte 128 | letzte 128 | letzte 64  | 20   |
| NED     | Weltmeisterschaft | 1963 | Prag      | TCH  | letzte 64  | letzte 64  | letzte 32  | 21   |
| NED     | Weltmeisterschaft | 1959 | Dortmund  | FRG  | letzte 64  | letzte 128 | letzte 128 | 17   |
| NED     | Weltmeisterschaft | 1955 | Utrecht   | NED  | letzte 64  | letzte 16  | letzte 64  | 9    |